# Laccophilus pictipennis
Laccophilus pictipennis – gatunek wodnego chrząszcza z rodziny pływakowatych i podrodziny Laccophilinae.
Gatunek ten opisany został w 1882 roku przez Davida Sharpa (miejsce typowe: Hidżaz). W tym samym roku autor ten opisał gatunek L. wehnckei (miejsce typowe: Zanzibar), który został z L. pictipennis zsynonimizowany w 1959 roku przez Félixa Guignota.
Chrząszcz o ciele długości od 4,4 do 4,7 mm, spłaszczonym grzbietobrzusznie. Głowa i przedplecze jasnordzawe, to drugie z ciemniejszym, dwupłatkowym znakiem przy przednim brzegu. Powierzchnia głowy błyszcząca, prawie niepunktowana, delikatnie siateczkowana. Przedplecze z drobną, rzadką i nieregularną punktacją, siateczkowane – miejscami w oczkach większej siatki widoczna jeszcze drobniejsza siateczka. Pokrywy barwy jasnordzawej z ciemnordzawymi lub brązowawymi znakami. Na pokrywach punkty w rzędach rzadkie, nieregularnie rozmieszczone. Siateczkowanie powierzchni pokryw dwojakie: w oczkach większej siatki widoczne oczka siatki drobniejszej. Spód ciała jasnordzawy do rdzawego. Wyrostek przedpiersia smukły, o spiczastym wierzchołku, nierozszerzony z tyłu. U samca ostatni widoczny sternit odwłoka jest pośrodku tylnej krawędzi wydłużony, a na jej bokach wcięty, symetryczny. W widoku bocznym  penis równomiernie zakrzywiony.
Owad podawany z Arabii Saudyjskiej, Omanu, Jemenu, Somalii, Etiopii, tanzańskiego Zanzibaru.